# David Atkins
Pour les articles homonymes, voir Atkins.
David Atkins est un scénariste et réalisateur américain qui a notamment écrit le scénario d'Arizona Dream d'Emir Kusturica.

## Filmographie
Réalisateur
- 2001 : Novocaïne
- 2010 : The Horrible Terrible Misadventures of David Atkins

Scénariste
- 1993 : Arizona Dream d'Emir Kusturica
- 2001 : Peroxide Passion de Monty Diamond
- 2001 : Novocaïne
- 2010 : The Horrible Terrible Misadventures of David Atkins